# Групама Арена
«Групама Арена» (угор. Groupama Aréna) — багатофункціональний стадіон у місті Будапешт, Угорщина, національна олімпійська арена, домашня арена ФК «Ференцварош».
Стадіон побудований протягом 2013—2014 років та відкритий 10 серпня 2014 року. Арена розташована на місці колишнього стадіону Альберта Флоріана.